# Frankenweenie (curtmetratge)
Frankenweenie és un curtmetratge estatunidenc dirigit per Tim Burton l'any 1984, filmat en blanc i negre. Aquesta història parodia la novel·la Frankenstein escrita per Mary Shelley. L'any 1993 va estar nominat al Premi Saturn al millor llançament en vídeo.
L'any 2012, el mateix Burton va dirigir un remake però de llarga durada.

## Argument
Víctor Frankenstein és el protagonista principal (interpretat per Barret Oliver). És un nen que realitza curtmetratges amb l'ajuda del seu gos Sparky: protagonista dels curts, però de sobte un dia el pobre gos resulta atropellat per un cotxe. El jove Víctor, fa ús del poder de la ciència per fer reviure al seu millor amic, fent unes quantes "modificacions" a la seva mascota. Crea un complex artefacte la qual culminació és una gran explosió de llum que retorna la vida a Sparky. Víctor i la seva família accepten l'animal reviscut però els seus veïns estan aterrats i quan el gos se'ls hi apropa s'espanten, espantant també al gos i aquest fuig amb Víctor al darrere.
El troben en un circuit de mini golf al qual els veïns de Víctor calen accidentalment foc amb un encenedor que utilitzaven a manera de llanterna. Víctor es colpeja i cau inconscientment. Aleshores Sparky l'arrossega lluny de les flames, però el gos és colpejat per un molí del mini golf i mor.
Els veïns de Víctor penedits pels seus actes presten els cables del seu cotxe per a recarregar a Sparky i quan aquest reviu tots ho celebren.

## Repartiment
- Shelley Duvall: Susan Frankenstein
- Daniel Stern: Ben Frankenstein
- Barret Oliver: Victor Frankenstein
- Joseph Maher: Sr. Chambers
- Roz Braverman: Sra. Epstein
- Paul Bartel: Sr. Walsh
- Sofia Coppola: Anne Chambers
- Jason Hervey: Frank Dale
- Paul C. Scott: Mike Anderson
- Helen Boll: Sra. Curtis
- Sparky: Sparky
- Rusty James: Raymond

## Controvèrsia
Burton va ser acomiadat per The Walt Disney Company després de finalitzar la pel·lícula, els estudis van declarar que ell havia desaprofitat recursos monetaris de la companyia i que la pel·lícula era massa terrorífica per a persones menors. S'havia anunciat que el curt debutaria als cinemes abans del re-estrena de Pinotxo el 21 de desembre de 1984, però va ser cancel·lat. El curt va ser estrenat als cinemes del Regne Unit el 1985 al costat de Baby, el secret de la llegenda perduda de Touchstone Pictures. Després de l'èxit de Pee-wee's Big Adventure, Beetlejuice i Batman, totes filmades per Burton, la pel·lícula va ser llançada en format de vídeo casolà el 1994.

## Remake
Al novembre de 2007, Tim Burton va signar amb Disney la realització d'un llargmetratge basat en Frankenweenie, utilitzant animació stop-motion, que es va estrenar l'any 2012.